# ユーライアラス (蒸気フリゲート)

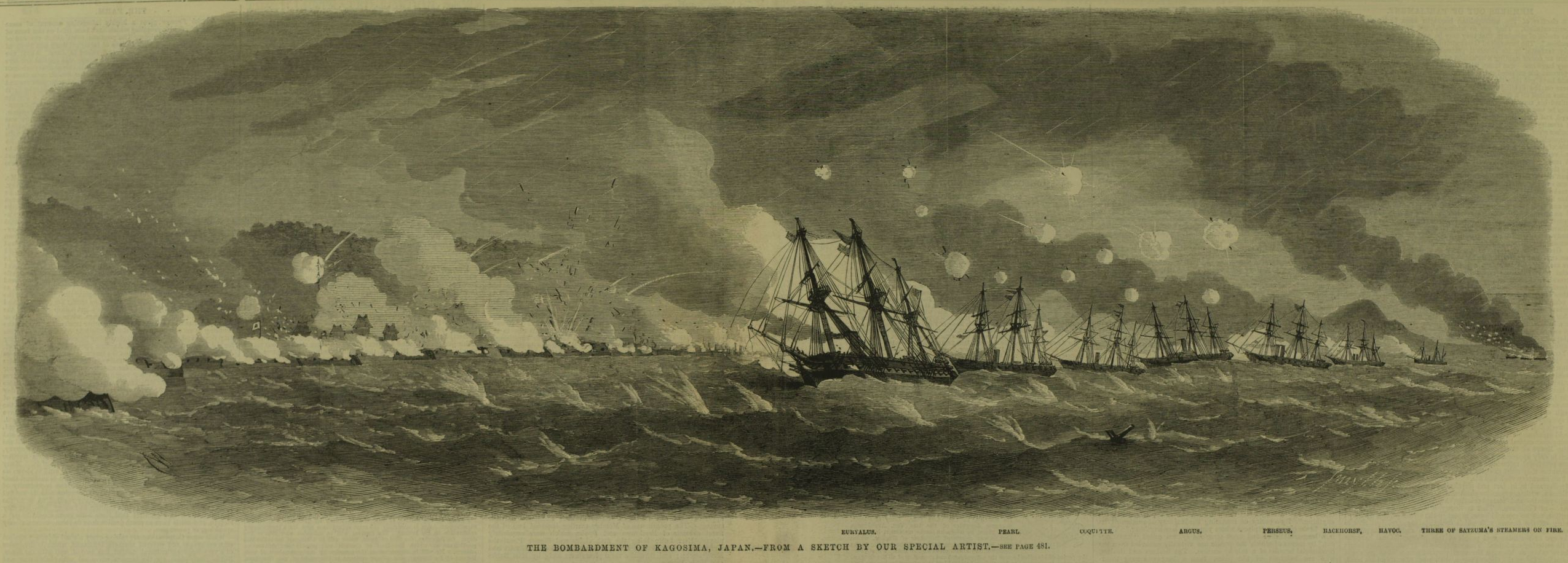
薩英戦争で艦隊を率いて鹿児島を砲撃するユーライアラス

ユーライアラス（英語: HMS Euryalus）は、イギリス海軍の35門木造スクリューフリゲート。1853年にチャタム工廠で進水。艦名はギリシア神話のエウリュアロスに由来する。ユーリアラスとカナ転写されることも。

## 艦歴
「ユーライアラス」は当初バルト海や地中海で任務についた後、生麦事件の発生した1862年9月14日に横浜に到着した。そして、1863年8月の薩英戦争と1864年9月の馬関戦争の際にオーガスタス・キューパー提督旗下の艦隊の旗艦を務めた。
薩英戦争の当時は、35門中17門が後装式のアームストロング砲だが、尾栓からのガス漏れ事故が多くその後使用が禁止された。それ以外にもカロネード砲を16門搭載していた。
馬関戦争では同艦の水兵ダンカン・ボイズがその武勇により17歳という若さでヴィクトリア十字章を授与されている。

## 要目
- トン数（bm）：2371トン[1]
- 排水量：3125トン[2]
- 長さ：212フィート（64.52m）[2]
- 幅：50フィート（15.24m）[2]
- 機関出力：400NHP[1]
- 備砲：35門[1]
- 乗員：540名[1]